# Provinciale historische sites van Newfoundland en Labrador
De provinciale historische sites van Newfoundland en Labrador (Engels: Provincial Historic Sites of Newfoundland and Labrador) zijn sites die door de overheid van de Canadese provincie Newfoundland en Labrador erkend zijn vanwege hun historisch of architecturaal belang. De provincieoverheid moet eigenaar zijn van een site om deze tot provinciale historische site uit te kunnen roepen, al mag ze een site ook aankopen specifiek met dat doel voor ogen. Hoewel hier geen wettelijke verplichting toe is, zijn alle 12 provinciaal erkende sites (betalend) toegankelijk voor het publiek.
Op het grondgebied van Newfoundland en Labrador bevinden zich daarnaast ook 46 sites die door de federale overheid erkend zijn als National Historic Sites of Canada. De Beothuksite van Boyd's Cove en Commissariat House in St. John's zijn de twee enige sites die zowel provinciale als nationale erkenning genieten.

## Lijst van provinciale historische sites
Newfoundland en Labrador telt 12 provinciale historische sites, waarvan elf op Newfoundland en een in Labrador. De provinciehoofdstad St. John's en het traditionele vissersdorpje Trinity tellen ieder drie sites.
| Site                          | Datum                | Erkenning | Locatie         | Beschrijving | Afbeelding                       |
| ----------------------------- | -------------------- | --------- | --------------- | --- | -------------------------------- |
| Beothuk Interpretation Centre | ca. 1650 (site)      | 1999      | Boyd's Cove     | Een belangrijke bewoningssite van de Beothuk, de inheemse bevolking van Newfoundland, die ongeveer van 1650 tot en met 1720 in gebruik was. De site bevat een interpretatiecentrum en museum.                                                                                |                                  |
| Vuurtoren van Cape Bonavista  | 1841–1843            | 1970      | Bonavista       | Historische vuurtoren met rood-witte strepen die nog steeds de oorspronkelijke 19e-eeuwse lamp (die werkte op zeehondenolie) heeft. De woning is rondom de toren gebouwd, een zeldzaamheid in de provincie.                                                                  |                                  |
| Commissariat House            | 1818–1820            | 1977      | St. John's      | Een houten gebouw in georgiaanse stijl dat voor het Brits militair garnizoen gebouwd is door het Corps of Royal Engineers. Na 1870 diende het als de pastorie voor de Oude Garnizoenkerk.                                                                                    |                                  |
| Colonial Building             | 1847–1850            | 1974      | St. John's      | Een gebouw in neoklassieke stijl dat dienstdeed als vestigingsplaats van zowel de regering als het Huis van Vergadering van Newfoundland tot de opening van het Confederation Building in 1959.                                                                              |                                  |
| Cupids Cove Plantation        | 1610                 | 2011      | Cupids          | Cuper's Cove werd in 1610 gesticht door John Guy als tweede permanente nederzetting in Brits Noord-Amerika; en de eerste in wat vandaag Canada is. Het is heden een archeologische site.                                                                                     | Plaats uw zelfgemaakte foto hier |
| Hiscock House                 | 1881                 | 1986      | Trinity         | Een 19e-eeuws huis met kelder en aangrenzende winkel in de typische outportstijl van waaruit de weduwe Hiscock ook de bank en het postkantoor van Trinity uitbaatte. |                                  |
| Heart's Content Cable Station | 1875–1876            | 1974      | Heart's Content | Dit gebouw diende als westelijke terminus van de trans-Atlantische telegraafkabel die de communicatiesnelheid van berichten tussen Europa en Noord-Amerika terugbracht van tien dagen naar enkele minuten. Het doet heden dienst als museum.                                 | Plaats uw zelfgemaakte foto hier |
| Lester-Garland Premises       | Eind 18e eeuw        | 1979      | Trinity         | Een groot houten handelspand dat eertijds toebehoorde aan Benjamin Lester and Company, de belangrijkste firma in de Engels-Newfoundlandse handel. Het is een goed voorbeeld van de typische Newfoundlandse handelspanden uit de 18e en 19e eeuw.                             |                                  |
| Mockbeggar Plantation         | 18e, 19e en 20e eeuw | 1987      | Bonavista       | De plantation bestaat uit een groot perceel met woonhuis (1871) en bijgebouwen die bestaan uit een grote visopslagplaats en -winkel (begin 18e eeuw; foto), een ruilhandelswinkel (begin 20e eeuw), een kabeljauwlevertraanfabriek (1941) en een meubelmakerij (jaren 1940). |                                  |
| Newman Wine Vaults            | Begin 19e eeuw       | 1974      | St. John's      | Wijnkelders van Newman and Company die in de 19e eeuw gebruikt werden om porto te laten rijpen in het koele klimaat van Newfoundland. Het zijn de enige intacte historische wijnkelders in de provincie.                                                                     |                                  |
| Vuurtoren van Point Amour     | 1857                 | 2013      | Point Amour     | Het is met een hoogte van 33 meter de op een na hoogste vuurtoren in Canada. Hij staat op open land nabij de rand van steile kalkrotsen, waardoor hij zeer prominent is. De toren is van groot belang voor de scheepvaart in de verraderlijke Straat van Belle Isle.         |                                  |
| Trinity Visitor Centre        | 1882                 | 1991      | Trinity         | Historisch handelspand dat sinds 1991 fungeert als bezoekerscentrum met een interactieve tentoonstelling over het vroegere leven in het vissersdorp Trinity en de omliggende Trinity Bight                                                                                   | Plaats uw zelfgemaakte foto hier |